# Eleições legislativas portuguesas de 2002 no distrito de Leiria
| Eleições legislativas portuguesas de 2002 Distritos: Aveiro \| Beja \| Braga \| Bragança \| Castelo Branco \| Coimbra \| Évora \| Faro \| Guarda \| Leiria \| Lisboa \| Portalegre \| Porto \| Santarém \| Setúbal \| Viana do Castelo \| Vila Real \| Viseu \| Açores \| Madeira \| Estrangeiro |

## Resultados por Concelho
Os resultados nos concelhos do Distrito de Leiria foram os seguintes:

### Alcobaça
| Partido                 | Partido                        | Votos  | %               | +/-  |
| ----------------------- | ------------------------------ | ------ | --------------- | ---- |
|                         | Partido Social Democrata       | 15 359 | 50,87 / 100,00  | 9,90 |
|                         | Partido Socialista             | 9 401  | 31,14 / 100,00  | 6,47 |
|                         | Partido Popular                | 2 468  | 8,17 / 100,00   | 0,69 |
|                         | Coligação Democrática Unitária | 1 200  | 3,97 / 100,00   | 3,35 |
|                         | Bloco de Esquerda              | 589    | 1,95 / 100,00   | 0,69 |
|                         | Outros                         | 436    | 1,43 / 100,00   |      |
| Votos Inválidos         | Votos Inválidos                | 739    | 2,45 / 100,00   | 0,11 |
| Total                   | Total                          | 30 192 | 100,00 / 100,00 |      |
| Eleitorado/Participação | Eleitorado/Participação        | 46 457 | 64,99 / 100,00  | 0,05 |

| Freguesia                 | %     | %     | %     | %    | %    | Votantes |
| Freguesia                 | PSD   | PS    | PP    | CDU  | BE   | Votantes |
| ------------------------- | ----- | ----- | ----- | ---- | ---- | -------- |
| Alcobaça                  | 43,66 | 35,25 | 7,42  | 7,25 | 3,19 | 3 007    |
| Alfeizerão                | 55,94 | 30,03 | 7,81  | 1,32 | 1,74 | 1 895    |
| Aljubarrota (Prazeres)    | 36,64 | 42,00 | 7,61  | 6,88 | 2,54 | 1 774    |
| Aljubarrota (São Vicente) | 72,26 | 14,26 | 6,90  | 1,80 | 1,18 | 1 276    |
| Alpedriz                  | 33,86 | 42,95 | 9,32  | 6,59 | 2,05 | 440      |
| Bárrio                    | 40,98 | 36,60 | 8,34  | 8,03 | 1,56 | 959      |
| Benedita                  | 62,72 | 19,79 | 10,23 | 0,98 | 2,23 | 4 614    |
| Cela                      | 51,82 | 29,38 | 7,10  | 5,74 | 1,02 | 1 760    |
| Coz                       | 34,64 | 44,67 | 9,30  | 4,47 | 2,28 | 1 097    |
| Évora de Alcobaça         | 60,32 | 27,23 | 5,90  | 2,14 | 1,17 | 2 475    |
| Maiorga                   | 28,69 | 52,51 | 4,95  | 7,31 | 2,05 | 1 314    |
| Martingança               | 38,98 | 40,78 | 8,85  | 4,65 | 2,40 | 667      |
| Montes                    | 39,49 | 41,40 | 8,28  | 3,18 | 4,03 | 471      |
| Pataias                   | 34,76 | 43,84 | 8,39  | 6,43 | 1,96 | 2 753    |
| São Martinho do Porto     | 46,93 | 34,16 | 9,85  | 3,50 | 1,97 | 1 370    |
| Turquel                   | 68,93 | 16,83 | 8,83  | 0,91 | 1,64 | 2 311    |
| Vestiaria                 | 35,24 | 45,36 | 7,51  | 8,06 | 1,78 | 732      |
| Vimeiro                   | 73,69 | 12,37 | 9,40  | 0,86 | 0,55 | 1 277    |
| Alcobaça                  | 50,87 | 31,14 | 8,17  | 3,97 | 1,95 | 30 192   |

### Alvaiázere
| Partido                 | Partido                  | Votos | %               | +/-  |
| ----------------------- | ------------------------ | ----- | --------------- | ---- |
|                         | Partido Social Democrata | 3 673 | 73,01 / 100,00  | 4,45 |
|                         | Partido Socialista       | 751   | 14,93 / 100,00  | 3,92 |
|                         | Partido Popular          | 425   | 8,45 / 100,00   | 0,65 |
|                         | Outros                   | 107   | 2,14 / 100,00   |      |
| Votos Inválidos         | Votos Inválidos          | 75    | 1,49 / 100,00   | 0,32 |
| Total                   | Total                    | 5 031 | 100,00 / 100,00 |      |
| Eleitorado/Participação | Eleitorado/Participação  | 7 693 | 65,40 / 100,00  | 1,24 |

| Freguesia           | %     | %     | %     | Votantes |
| Freguesia           | PSD   | PS    | PP    | Votantes |
| ------------------- | ----- | ----- | ----- | -------- |
| Almoster            | 71,13 | 18,16 | 8,80  | 523      |
| Alvaiázere          | 67,32 | 19,55 | 9,08  | 1 013    |
| Maçãs de Caminho    | 67,05 | 15,71 | 10,73 | 261      |
| Maçãs de Dona Maria | 74,30 | 13,08 | 9,20  | 1 315    |
| Pelmá               | 76,10 | 10,54 | 10,54 | 569      |
| Pussos              | 75,00 | 14,21 | 7,23  | 788      |
| Rego da Murta       | 78,83 | 12,99 | 3,74  | 562      |
| Alvaiázere          | 73,01 | 14,93 | 8,45  | 5 031    |

### Ansião
| Partido                 | Partido                        | Votos  | %               | +/-  |
| ----------------------- | ------------------------------ | ------ | --------------- | ---- |
|                         | Partido Social Democrata       | 5 157  | 62,30 / 100,00  | 6,06 |
|                         | Partido Socialista             | 2 075  | 25,07 / 100,00  | 6,48 |
|                         | Partido Popular                | 658    | 7,95 / 100,00   | 0,59 |
|                         | Coligação Democrática Unitária | 83     | 1,00 / 100,00   | 0,29 |
|                         | Outros                         | 160    | 1,93 / 100,00   |      |
| Votos Inválidos         | Votos Inválidos                | 145    | 1,75 / 100,00   | 0,19 |
| Total                   | Total                          | 8 278  | 100,00 / 100,00 |      |
| Eleitorado/Participação | Eleitorado/Participação        | 12 331 | 67,13 / 100,00  | 1,04 |

| Freguesia              | %     | %     | %    | %    | Votantes |
| Freguesia              | PSD   | PS    | PP   | CDU  | Votantes |
| ---------------------- | ----- | ----- | ---- | ---- | -------- |
| Alvorge                | 63,50 | 21,96 | 8,95 | 0,70 | 715      |
| Ansião                 | 49,42 | 34,92 | 9,02 | 2,09 | 1 386    |
| Avelar                 | 49,81 | 38,25 | 6,46 | 1,29 | 1 315    |
| Chão de Couce          | 66,20 | 22,49 | 7,30 | 0,67 | 1 494    |
| Lagarteira             | 73,70 | 17,34 | 3,76 | 0,58 | 346      |
| Pousaflores            | 71,18 | 17,19 | 7,21 | 0,76 | 791      |
| Santiago da Guarda     | 71,06 | 16,85 | 9,16 | 0,58 | 1 911    |
| Torre de Vale de Todos | 61,88 | 24,06 | 9,38 | 0,94 | 320      |
| Ansião                 | 62,30 | 25,07 | 7,95 | 1,00 | 8 278    |

### Batalha
| Partido                 | Partido                        | Votos  | %               | +/-   |
| ----------------------- | ------------------------------ | ------ | --------------- | ----- |
|                         | Partido Social Democrata       | 4 911  | 57,98 / 100,00  | 11,36 |
|                         | Partido Socialista             | 1 728  | 20,40 / 100,00  | 6,57  |
|                         | Partido Popular                | 1 279  | 15,10 / 100,00  | 4,34  |
|                         | Bloco de Esquerda              | 151    | 1,78 / 100,00   | 0,52  |
|                         | Coligação Democrática Unitária | 87     | 1,03 / 100,00   | 0,58  |
|                         | Outros                         | 106    | 1,26 / 100,00   |       |
| Votos Inválidos         | Votos Inválidos                | 208    | 2,45 / 100,00   | 0,37  |
| Total                   | Total                          | 8 470  | 100,00 / 100,00 |       |
| Eleitorado/Participação | Eleitorado/Participação        | 11 997 | 70,60 / 100,00  | 1,02  |

| Freguesia         | %     | %     | %     | %    | %    | Votantes |
| Freguesia         | PSD   | PS    | PP    | BE   | CDU  | Votantes |
| ----------------- | ----- | ----- | ----- | ---- | ---- | -------- |
| Batalha           | 50,33 | 25,79 | 15,61 | 2,46 | 1,51 | 3 908    |
| Golpilheira       | 57,08 | 19,98 | 17,94 | 1,12 | 0,61 | 981      |
| Reguengo do Fetal | 54,23 | 24,53 | 14,88 | 1,26 | 1,19 | 1 431    |
| São Mamede        | 74,79 | 8,05  | 13,02 | 1,21 | 0,23 | 2 150    |
| Batalha           | 57,98 | 20,40 | 15,10 | 1,78 | 1,03 | 8 470    |

### Bombarral
| Partido                 | Partido                        | Votos  | %               | +/-  |
| ----------------------- | ------------------------------ | ------ | --------------- | ---- |
|                         | Partido Social Democrata       | 3 047  | 44,08 / 100,00  | 6,52 |
|                         | Partido Socialista             | 2 161  | 31,26 / 100,00  | 6,49 |
|                         | Partido Popular                | 976    | 14,12 / 100,00  | 0,80 |
|                         | Coligação Democrática Unitária | 388    | 5,61 / 100,00   | 0,60 |
|                         | Bloco de Esquerda              | 132    | 1,91 / 100,00   | 0,47 |
|                         | Outros                         | 94     | 1,37 / 100,00   |      |
| Votos Inválidos         | Votos Inválidos                | 114    | 1,65 / 100,00   | 0,22 |
| Total                   | Total                          | 6 912  | 100,00 / 100,00 |      |
| Eleitorado/Participação | Eleitorado/Participação        | 11 768 | 58,74 / 100,00  | 0,98 |

| Freguesia | %     | %     | %     | %    | %    | Votantes |
| Freguesia | PSD   | PS    | PP    | CDU  | BE   | Votantes |
| --------- | ----- | ----- | ----- | ---- | ---- | -------- |
| Bombarral | 37,44 | 35,14 | 13,43 | 7,83 | 3,10 | 2 874    |
| Carvalhal | 48,97 | 27,82 | 15,61 | 3,87 | 0,60 | 1 499    |
| Pó        | 55,07 | 30,65 | 8,76  | 3,00 | 0,23 | 434      |
| Roliça    | 45,85 | 30,57 | 13,55 | 5,26 | 1,52 | 1 446    |
| Vale Covo | 50,83 | 24,13 | 18,51 | 2,43 | 1,67 | 659      |
| Bombarral | 44,08 | 31,26 | 14,12 | 5,61 | 1,91 | 6 912    |

### Caldas da Rainha
| Partido                 | Partido                        | Votos  | %               | +/-  |
| ----------------------- | ------------------------------ | ------ | --------------- | ---- |
|                         | Partido Social Democrata       | 11 245 | 47,76 / 100,00  | 6,38 |
|                         | Partido Socialista             | 7 579  | 32,19 / 100,00  | 5,47 |
|                         | Partido Popular                | 2 528  | 10,74 / 100,00  | 0,30 |
|                         | Coligação Democrática Unitária | 772    | 3,28 / 100,00   | 1,47 |
|                         | Bloco de Esquerda              | 646    | 2,74 / 100,00   | 0,53 |
|                         | Outros                         | 344    | 1,46 / 100,00   |      |
| Votos Inválidos         | Votos Inválidos                | 431    | 1,83 / 100,00   | 0,22 |
| Total                   | Total                          | 23 545 | 100,00 / 100,00 |      |
| Eleitorado/Participação | Eleitorado/Participação        | 39 046 | 60,30 / 100,00  | 0,61 |

| Freguesia                          | %     | %     | %     | %    | %    | Votantes |
| Freguesia                          | PSD   | PS    | PP    | CDU  | BE   | Votantes |
| ---------------------------------- | ----- | ----- | ----- | ---- | ---- | -------- |
| A dos Francos                      | 56,60 | 24,45 | 11,83 | 2,87 | 1,49 | 871      |
| Alvorninha                         | 61,30 | 21,68 | 10,78 | 1,97 | 1,25 | 1 522    |
| Caldas da Rainha (N. S. do Pópulo) | 42,53 | 36,95 | 9,89  | 3,92 | 3,59 | 7 085    |
| Caldas da Rainha (Santo Onofre)    | 35,34 | 42,16 | 10,37 | 5,03 | 3,77 | 4 454    |
| Carvalhal Benfeito                 | 68,21 | 15,44 | 11,21 | 0,53 | 1,58 | 758      |
| Coto                               | 43,48 | 41,74 | 7,30  | 2,26 | 1,74 | 575      |
| Foz do Arelho                      | 51,86 | 31,36 | 10,34 | 1,86 | 2,71 | 590      |
| Landal                             | 69,92 | 13,98 | 10,95 | 0,92 | 0,79 | 758      |
| Nadadouro                          | 53,58 | 24,18 | 12,09 | 3,58 | 3,73 | 670      |
| Salir de Matos                     | 50,31 | 29,52 | 12,14 | 2,01 | 1,22 | 1 145    |
| Salir do Porto                     | 42,06 | 39,15 | 8,05  | 4,25 | 3,36 | 447      |
| Santa Catarina                     | 61,73 | 19,79 | 12,81 | 1,66 | 1,43 | 1 748    |
| São Gregório                       | 52,27 | 19,57 | 18,38 | 1,91 | 1,67 | 419      |
| Serra do Bouro                     | 58,52 | 22,80 | 10,99 | 2,47 | 1,65 | 364      |
| Tornada                            | 39,85 | 37,73 | 11,14 | 4,31 | 2,80 | 1 463    |
| Vidais                             | 60,95 | 22,78 | 9,91  | 0,74 | 2,22 | 676      |
| Caldas da Rainha                   | 47,76 | 32,19 | 10,74 | 3,28 | 2,74 | 23 545   |

### Castanheira de Pera
| Partido                 | Partido                        | Votos | %               | +/-   |
| ----------------------- | ------------------------------ | ----- | --------------- | ----- |
|                         | Partido Socialista             | 1 158 | 53,07 / 100,00  | 4,34  |
|                         | Partido Social Democrata       | 787   | 36,07 / 100,00  | 5,49  |
|                         | Partido Popular                | 98    | 4,49 / 100,00   | 0,68  |
|                         | Coligação Democrática Unitária | 35    | 1,60 / 100,00   | 0,85  |
|                         | Bloco de Esquerda              | 25    | 1,15 / 100,00   | 0,37  |
|                         | Outros                         | 27    | 1,24 / 100,00   |       |
| Votos Inválidos         | Votos Inválidos                | 52    | 2,38 / 100,00   | 1,43  |
| Total                   | Total                          | 2 182 | 100,00 / 100,00 |       |
| Eleitorado/Participação | Eleitorado/Participação        | 3 534 | 61,74 / 100,00  | 10,28 |

| Freguesia           | %     | %     | %    | %    | %    | Votantes |
| Freguesia           | PS    | PSD   | PP   | CDU  | BE   | Votantes |
| ------------------- | ----- | ----- | ---- | ---- | ---- | -------- |
| Castanheira de Pera | 54,70 | 34,34 | 4,46 | 1,70 | 1,12 | 2 062    |
| Coentral            | 25,00 | 65,83 | 5,00 | 0    | 1,67 | 120      |
| Castanheira de Pera | 53,07 | 36,07 | 4,49 | 1,60 | 1,15 | 2 182    |

### Figueiró dos Vinhos
| Partido                 | Partido                  | Votos | %               | +/-  |
| ----------------------- | ------------------------ | ----- | --------------- | ---- |
|                         | Partido Social Democrata | 2 761 | 59,47 / 100,00  | 6,46 |
|                         | Partido Socialista       | 1 369 | 29,49 / 100,00  | 5,36 |
|                         | Partido Popular          | 291   | 6,27 / 100,00   | 0,06 |
|                         | Outros                   | 120   | 2,58 / 100,00   |      |
| Votos Inválidos         | Votos Inválidos          | 102   | 2,20 / 100,00   | 0,32 |
| Total                   | Total                    | 4 643 | 100,00 / 100,00 |      |
| Eleitorado/Participação | Eleitorado/Participação  | 6 709 | 69,21 / 100,00  | 3,83 |

| Freguesia           | %     | %     | %    | Votantes |
| Freguesia           | PSD   | PS    | PP   | Votantes |
| ------------------- | ----- | ----- | ---- | -------- |
| Aguda               | 65,95 | 22,84 | 7,44 | 928      |
| Arega               | 66,20 | 23,48 | 6,93 | 707      |
| Bairradas           | 55,20 | 36,03 | 5,54 | 433      |
| Campelo             | 38,67 | 55,08 | 2,34 | 256      |
| Figueiró dos Vinhos | 57,91 | 29,93 | 6,17 | 2 319    |
| Figueiró dos Vinhos | 59,47 | 29,49 | 6,27 | 4 643    |

### Leiria
| Partido                 | Partido                        | Votos  | %               | +/-  |
| ----------------------- | ------------------------------ | ------ | --------------- | ---- |
|                         | Partido Social Democrata       | 34 294 | 54,26 / 100,00  | 8,15 |
|                         | Partido Socialista             | 15 965 | 25,26 / 100,00  | 7,66 |
|                         | Partido Popular                | 7 721  | 12,22 / 100,00  | 0,29 |
|                         | Bloco de Esquerda              | 1 564  | 2,47 / 100,00   | 0,52 |
|                         | Coligação Democrática Unitária | 1 306  | 2,07 / 100,00   | 0,73 |
|                         | Outros                         | 752    | 1,20 / 100,00   |      |
| Votos Inválidos         | Votos Inválidos                | 1 605  | 2,54 / 100,00   | 0,19 |
| Total                   | Total                          | 63 207 | 100,00 / 100,00 |      |
| Eleitorado/Participação | Eleitorado/Participação        | 96 012 | 65,83 / 100,00  | 0,58 |

| Freguesia               | %     | %     | %     | %    | %    | Votantes |
| Freguesia               | PSD   | PS    | PP    | BE   | CDU  | Votantes |
| ----------------------- | ----- | ----- | ----- | ---- | ---- | -------- |
| Amor                    | 44,58 | 26,69 | 15,94 | 3,97 | 3,07 | 2 214    |
| Arrabal                 | 58,70 | 17,96 | 16,31 | 2,20 | 1,65 | 1 637    |
| Azoia                   | 50,44 | 28,78 | 12,86 | 2,25 | 2,03 | 1 376    |
| Bajouca                 | 79,58 | 6,04  | 11,18 | 1,27 | 0    | 1 342    |
| Barosa                  | 42,29 | 33,83 | 12,88 | 4,23 | 2,16 | 1 064    |
| Barreira                | 58,55 | 22,36 | 12,75 | 2,29 | 1,03 | 1 749    |
| Bidoeira de Cima        | 84,78 | 5,45  | 7,21  | 0,24 | 0,40 | 1 248    |
| Boa Vista               | 62,39 | 16,14 | 15,10 | 1,42 | 0,76 | 1 053    |
| Caranguejeira           | 79,04 | 8,25  | 8,25  | 1,06 | 0,58 | 2 934    |
| Carreira                | 47,32 | 27,59 | 14,72 | 2,34 | 2,51 | 598      |
| Carvide                 | 49,56 | 28,59 | 13,53 | 1,84 | 1,84 | 1 574    |
| Chainça                 | 73,06 | 11,99 | 12,55 | 0,74 | 0    | 542      |
| Coimbrão                | 46,36 | 34,24 | 11,41 | 1,31 | 1,31 | 990      |
| Colmeias                | 69,34 | 13,82 | 11,67 | 1,07 | 0,56 | 1 954    |
| Cortes                  | 47,06 | 30,82 | 12,08 | 3,27 | 1,22 | 1 804    |
| Leiria                  | 46,06 | 32,77 | 10,47 | 4,56 | 3,13 | 7 634    |
| Maceira                 | 44,12 | 33,24 | 12,34 | 2,38 | 3,49 | 5 217    |
| Marrazes                | 43,49 | 35,43 | 10,52 | 3,09 | 3,75 | 8 767    |
| Memória                 | 70,84 | 12,34 | 12,71 | 1,50 | 0,19 | 535      |
| Milagres                | 60,14 | 21,41 | 12,25 | 1,58 | 1,05 | 1 518    |
| Monte Real              | 47,29 | 33,58 | 9,56  | 3,24 | 2,18 | 1 328    |
| Monte Redondo           | 58,25 | 17,82 | 16,32 | 1,54 | 1,89 | 2 273    |
| Ortigosa                | 57,83 | 19,40 | 16,14 | 0,77 | 0,86 | 1 041    |
| Parceiros               | 47,35 | 31,99 | 10,94 | 3,15 | 2,76 | 1 810    |
| Pousos                  | 47,65 | 31,49 | 12,59 | 3,05 | 1,98 | 3 639    |
| Regueira de Pontes      | 46,48 | 23,72 | 19,45 | 2,29 | 2,37 | 1 265    |
| Santa Catarina da Serra | 75,87 | 8,31  | 11,49 | 0,79 | 0,29 | 2 420    |
| Santa Eufémia           | 71,32 | 11,20 | 12,85 | 1,04 | 0,28 | 1 447    |
| Souto da Carpalhosa     | 64,01 | 15,80 | 15,40 | 1,16 | 0,49 | 2 234    |
| Leiria                  | 54,26 | 25,26 | 12,22 | 2,47 | 2,07 | 63 207   |

### Marinha Grande
| Partido                 | Partido                        | Votos  | %               | +/-  |
| ----------------------- | ------------------------------ | ------ | --------------- | ---- |
|                         | Partido Socialista             | 7 172  | 39,22 / 100,00  | 5,51 |
|                         | Partido Social Democrata       | 4 734  | 25,89 / 100,00  | 6,04 |
|                         | Coligação Democrática Unitária | 3 578  | 19,57 / 100,00  | 2,35 |
|                         | Partido Popular                | 1 204  | 6,58 / 100,00   | 0,79 |
|                         | Bloco de Esquerda              | 713    | 3,90 / 100,00   | 1,37 |
|                         | PCTP/MRPP                      | 208    | 1,14 / 100,00   | 0,76 |
|                         | Outros                         | 199    | 1,09 / 100,00   |      |
| Votos Inválidos         | Votos Inválidos                | 477    | 2,61 / 100,00   | 0,21 |
| Total                   | Total                          | 18 285 | 100,00 / 100,00 |      |
| Eleitorado/Participação | Eleitorado/Participação        | 29 981 | 60,99 / 100,00  | 0,30 |

| Freguesia        | %     | %     | %     | %    | %    | %    | Votantes |
| Freguesia        | PS    | PSD   | CDU   | PP   | BE   | PCTP | Votantes |
| ---------------- | ----- | ----- | ----- | ---- | ---- | ---- | -------- |
| Marinha Grande   | 38,02 | 25,32 | 21,34 | 6,48 | 4,14 | 1,15 | 14 441   |
| Moita            | 61,32 | 16,04 | 10,87 | 5,82 | 2,98 | 0,52 | 773      |
| Vieira de Leiria | 39,34 | 31,03 | 13,45 | 7,26 | 3,00 | 1,24 | 3 071    |
| Marinha Grande   | 39,22 | 25,89 | 19,57 | 6,58 | 3,90 | 1,14 | 18 285   |

### Nazaré
| Partido                 | Partido                        | Votos  | %               | +/-  |
| ----------------------- | ------------------------------ | ------ | --------------- | ---- |
|                         | Partido Socialista             | 3 221  | 43,99 / 100,00  | 6,43 |
|                         | Partido Social Democrata       | 2 693  | 36,78 / 100,00  | 6,94 |
|                         | Partido Popular                | 478    | 6,53 / 100,00   | 1,32 |
|                         | Coligação Democrática Unitária | 459    | 6,27 / 100,00   | 1,77 |
|                         | Bloco de Esquerda              | 256    | 3,50 / 100,00   | 0,71 |
|                         | Outros                         | 80     | 1,09 / 100,00   |      |
| Votos Inválidos         | Votos Inválidos                | 135    | 1,85 / 100,00   | 0,28 |
| Total                   | Total                          | 7 322  | 100,00 / 100,00 |      |
| Eleitorado/Participação | Eleitorado/Participação        | 13 033 | 56,18 / 100,00  | 0,47 |

| Freguesia         | %     | %     | %    | %     | %    | Votantes |
| Freguesia         | PS    | PSD   | PP   | CDU   | BE   | Votantes |
| ----------------- | ----- | ----- | ---- | ----- | ---- | -------- |
| Famalicão         | 39,72 | 44,78 | 7,90 | 2,63  | 1,72 | 987      |
| Nazaré            | 46,62 | 36,30 | 6,08 | 5,23  | 3,39 | 4 783    |
| Valado dos Frades | 38,60 | 33,18 | 7,02 | 11,79 | 4,96 | 1 552    |
| Nazaré            | 43,99 | 36,78 | 6,53 | 6,27  | 3,50 | 7 322    |

### Óbidos
| Partido                 | Partido                        | Votos | %               | +/-   |
| ----------------------- | ------------------------------ | ----- | --------------- | ----- |
|                         | Partido Social Democrata       | 2 687 | 47,12 / 100,00  | 11,51 |
|                         | Partido Socialista             | 2 135 | 37,44 / 100,00  | 9,81  |
|                         | Partido Popular                | 416   | 7,30 / 100,00   | 0,28  |
|                         | Coligação Democrática Unitária | 175   | 3,07 / 100,00   | 1,47  |
|                         | Bloco de Esquerda              | 91    | 1,60 / 100,00   | 0,35  |
|                         | Outros                         | 79    | 1,38 / 100,00   |       |
| Votos Inválidos         | Votos Inválidos                | 119   | 2,09 / 100,00   | 0,17  |
| Total                   | Total                          | 5 702 | 100,00 / 100,00 |       |
| Eleitorado/Participação | Eleitorado/Participação        | 9 579 | 59,53 / 100,00  | 2,40  |

| Freguesia            | %     | %     | %    | %    | %    | Votantes |
| Freguesia            | PSD   | PS    | PP   | CDU  | BE   | Votantes |
| -------------------- | ----- | ----- | ---- | ---- | ---- | -------- |
| A-dos-Negros         | 38,31 | 42,05 | 9,76 | 4,58 | 2,29 | 830      |
| Amoreira             | 44,48 | 41,33 | 5,60 | 1,75 | 1,93 | 571      |
| Gaeiras              | 37,22 | 47,43 | 5,97 | 5,15 | 1,84 | 1 088    |
| Óbidos (Santa Maria) | 48,86 | 36,99 | 5,05 | 3,54 | 1,26 | 792      |
| Óbidos (São Pedro)   | 47,05 | 35,99 | 7,52 | 2,95 | 2,51 | 678      |
| Olho Marinho         | 43,59 | 39,19 | 9,89 | 2,56 | 1,47 | 546      |
| Sobral da Lagoa      | 57,08 | 30,04 | 7,73 | 1,29 | 1,72 | 233      |
| Usseira              | 70,84 | 17,86 | 7,60 | 0,62 | 0,21 | 487      |
| Vau                  | 60,38 | 26,42 | 7,97 | 0,63 | 0,21 | 477      |
| Óbidos               | 47,12 | 37,44 | 7,30 | 3,07 | 1,60 | 5 702    |

### Pedrogão Grande
| Partido                 | Partido                  | Votos | %               | +/-  |
| ----------------------- | ------------------------ | ----- | --------------- | ---- |
|                         | Partido Social Democrata | 1 835 | 65,98 / 100,00  | 6,70 |
|                         | Partido Socialista       | 680   | 24,45 / 100,00  | 6,19 |
|                         | Partido Popular          | 137   | 4,93 / 100,00   | 0,27 |
|                         | Outros                   | 67    | 2,41 / 100,00   |      |
| Votos Inválidos         | Votos Inválidos          | 62    | 2,23 / 100,00   | 0,03 |
| Total                   | Total                    | 2 781 | 100,00 / 100,00 |      |
| Eleitorado/Participação | Eleitorado/Participação  | 4 156 | 66,92 / 100,00  | 1,02 |

| Freguesia       | %     | %     | %    | Votantes |
| Freguesia       | PSD   | PS    | PP   | Votantes |
| --------------- | ----- | ----- | ---- | -------- |
| Graça           | 72,04 | 18,80 | 4,74 | 633      |
| Pedrógão Grande | 62,52 | 26,81 | 5,95 | 1 630    |
| Vila Facaia     | 69,50 | 23,94 | 1,93 | 518      |
| Pedrógão Grande | 65,98 | 24,45 | 4,93 | 2 781    |

### Peniche
| Partido                 | Partido                        | Votos  | %               | +/-  |
| ----------------------- | ------------------------------ | ------ | --------------- | ---- |
|                         | Partido Socialista             | 5 294  | 41,69 / 100,00  | 8,49 |
|                         | Partido Social Democrata       | 4 518  | 35,58 / 100,00  | 7,05 |
|                         | Coligação Democrática Unitária | 1 095  | 8,62 / 100,00   | 0,09 |
|                         | Partido Popular                | 1 055  | 8,31 / 100,00   | 1,36 |
|                         | Bloco de Esquerda              | 282    | 2,22 / 100,00   | 0,44 |
|                         | Outros                         | 206    | 1,61 / 100,00   |      |
| Votos Inválidos         | Votos Inválidos                | 249    | 1,96 / 100,00   | 0,21 |
| Total                   | Total                          | 12 699 | 100,00 / 100,00 |      |
| Eleitorado/Participação | Eleitorado/Participação        | 22 616 | 56,15 / 100,00  | 0,13 |

| Freguesia           | %     | %     | %     | %     | %    | Votantes |
| Freguesia           | PS    | PSD   | CDU   | PP    | BE   | Votantes |
| ------------------- | ----- | ----- | ----- | ----- | ---- | -------- |
| Atouguia da Baleia  | 35,15 | 47,29 | 2,42  | 10,34 | 1,68 | 3 918    |
| Ferrel              | 46,90 | 32,75 | 6,10  | 7,66  | 1,65 | 1 032    |
| Peniche (Ajuda)     | 43,47 | 28,90 | 14,21 | 7,03  | 2,83 | 3 568    |
| Peniche (Conceição) | 46,62 | 29,53 | 9,05  | 8,08  | 3,03 | 2 276    |
| Peniche (São Pedro) | 44,10 | 33,59 | 10,77 | 7,06  | 1,81 | 1 161    |
| Serra d'El-Rei      | 41,53 | 31,45 | 13,31 | 7,26  | 1,08 | 744      |
| Peniche             | 41,69 | 35,58 | 8,62  | 8,31  | 2,22 | 12 699   |

### Pombal
| Partido                 | Partido                        | Votos  | %               | +/-   |
| ----------------------- | ------------------------------ | ------ | --------------- | ----- |
|                         | Partido Social Democrata       | 16 702 | 62,92 / 100,00  | 10,38 |
|                         | Partido Socialista             | 6 050  | 22,79 / 100,00  | 10,67 |
|                         | Partido Popular                | 2 204  | 8,30 / 100,00   | 0,23  |
|                         | Bloco de Esquerda              | 437    | 1,65 / 100,00   | 0,43  |
|                         | Coligação Democrática Unitária | 280    | 1,05 / 100,00   | 0,42  |
|                         | Outros                         | 325    | 1,23 / 100,00   |       |
| Votos Inválidos         | Votos Inválidos                | 548    | 2,07 / 100,00   | 0,19  |
| Total                   | Total                          | 26 546 | 100,00 / 100,00 |       |
| Eleitorado/Participação | Eleitorado/Participação        | 45 825 | 57,93 / 100,00  | 2,51  |

| Freguesia           | %     | %     | %     | %    | %    | Votantes |
| Freguesia           | PSD   | PS    | PP    | BE   | CDU  | Votantes |
| ------------------- | ----- | ----- | ----- | ---- | ---- | -------- |
| Abiul               | 75,03 | 12,95 | 7,83  | 0,80 | 0,80 | 1 622    |
| Albergaria dos Doze | 62,61 | 24,24 | 6,77  | 1,57 | 1,08 | 1 019    |
| Almagreira          | 68,45 | 18,38 | 8,23  | 0,66 | 0,46 | 1 518    |
| Carnide             | 84,14 | 6,13  | 6,34  | 0,42 | 0,11 | 946      |
| Carriço             | 63,61 | 22,81 | 6,58  | 1,59 | 0,71 | 1 701    |
| Guia                | 59,87 | 28,23 | 5,77  | 1,85 | 0,71 | 1 403    |
| Ilha                | 83,37 | 5,97  | 6,75  | 0,88 | 0,29 | 1 022    |
| Louriçal            | 63,27 | 21,33 | 8,70  | 1,79 | 1,24 | 2 344    |
| Mata Mourisca       | 74,53 | 13,89 | 7,89  | 0,84 | 0,53 | 950      |
| Meirinhas           | 79,18 | 9,28  | 8,52  | 1,19 | 0,22 | 927      |
| Pelariga            | 58,97 | 25,95 | 9,22  | 1,81 | 1,21 | 1 160    |
| Pombal              | 50,41 | 32,95 | 8,50  | 2,84 | 1,81 | 6 449    |
| Redinha             | 52,35 | 30,37 | 11,89 | 0,86 | 1,03 | 1 169    |
| Santiago de Litém   | 55,17 | 27,84 | 9,74  | 2,41 | 1,72 | 1 160    |
| São Simão de Litém  | 67,34 | 18,13 | 10,59 | 0,79 | 0,11 | 888      |
| Vermoil             | 66,34 | 19,77 | 9,47  | 0,90 | 1,17 | 1 447    |
| Vila Cã             | 69,18 | 17,30 | 7,92  | 1,10 | 0,73 | 821      |
| Pombal              | 62,92 | 22,79 | 8,30  | 1,65 | 1,05 | 26 546   |

### Porto de Mós
| Partido                 | Partido                        | Votos  | %               | +/-  |
| ----------------------- | ------------------------------ | ------ | --------------- | ---- |
|                         | Partido Social Democrata       | 6 947  | 52,79 / 100,00  | 9,69 |
|                         | Partido Socialista             | 3 645  | 27,70 / 100,00  | 8,78 |
|                         | Partido Popular                | 1 544  | 11,73 / 100,00  | 0,77 |
|                         | Coligação Democrática Unitária | 278    | 2,11 / 100,00   | 0,66 |
|                         | Bloco de Esquerda              | 261    | 1,98 / 100,00   | 0,64 |
|                         | Outros                         | 169    | 1,29 / 100,00   |      |
| Votos Inválidos         | Votos Inválidos                | 315    | 2,39 / 100,00   | 0,23 |
| Total                   | Total                          | 13 159 | 100,00 / 100,00 |      |
| Eleitorado/Participação | Eleitorado/Participação        | 19 524 | 67,40 / 100,00  | 0,46 |

| Freguesia                       | %     | %     | %     | %    | %    | Votantes |
| Freguesia                       | PSD   | PS    | PP    | CDU  | BE   | Votantes |
| ------------------------------- | ----- | ----- | ----- | ---- | ---- | -------- |
| Alcaria                         | 66,19 | 9,05  | 14,76 | 3,33 | 1,90 | 210      |
| Alqueidão da Serra              | 48,47 | 35,97 | 7,46  | 2,43 | 2,43 | 1 112    |
| Alvados                         | 71,66 | 9,36  | 15,78 | 0,53 | 0,53 | 374      |
| Arrimal                         | 72,96 | 9,87  | 11,59 | 0,64 | 0,43 | 466      |
| Calvaria de Cima                | 42,07 | 34,46 | 14,76 | 2,57 | 1,74 | 1 091    |
| Juncal                          | 53,49 | 24,45 | 12,71 | 2,50 | 2,67 | 1 763    |
| Mendiga                         | 53,15 | 25,93 | 14,07 | 1,67 | 1,67 | 540      |
| Mira de Aire                    | 41,45 | 39,02 | 10,51 | 3,07 | 2,62 | 2 217    |
| Pedreiras                       | 57,00 | 24,75 | 10,98 | 1,44 | 1,74 | 1 321    |
| Porto de Mós (São João Batista) | 50,93 | 29,67 | 11,37 | 2,10 | 2,34 | 1 284    |
| Porto de Mós (São Pedro)        | 49,81 | 30,06 | 12,52 | 2,01 | 1,95 | 1 590    |
| São Bento                       | 81,37 | 4,98  | 10,33 | 1,29 | 0,37 | 542      |
| Serro Ventoso                   | 63,64 | 18,49 | 11,86 | 0,77 | 1,08 | 649      |
| Porto de Mós                    | 52,79 | 27,70 | 11,73 | 2,11 | 1,98 | 13 159   |